# Evropský skautský region
Evropský skautský region je jednou z šesti geograficky oddělených částí Světové organizace skautského hnutí, se sídlem ve švýcarské Ženevě s kanceláří v Belgickém Bruselu, srbském Bělehradu a makedonském Veles.

## Struktura

### Členové

Evropský skautský region tvoří 40 národních skautských organizací, které jsou členy Světové organizace skautského hnutí. Pokrývá 41 zemí v Evropě (označeny modře). Andorra a Vatikán, které aktuálně nemají uznávanou skautskou organizaci, a dalších země mimo Evropský skautský region jsou označeny šedou barvou

Evropský skautský region tvoří 40 národních skautských organizací, které jsou členy Světové organizace skautského hnutí a organizují skauting v západní a střední Evropě, vyjma zemí bývalého sovětského bloku. Ty spadají do Euroasijského skautského regionu, Z kulturních důvodů zahrnuje evropský skautský region také Kypr (technicky není součástí Evropy, ale je členem Evropské unie), Turecko (který se klene přes dva kontinenty) a jako člen OSN regionu Západní Evropy a dalších skupin také Izrael.
Světová organizace skautského hnutí uznává nejvýše jednu členskou organizací v každé zemi. Některé země mají ale několik organzací kombinovaných do federace, s různými členy rozdělenými na základě náboženství (např. Francie a Dánsko), etnické identifikace (např. Bosna a Hercegovina) nebo jazyka (např. Belgie).
Všechny bývalé komunistické státy střední a východní Evropy a Sovětský svaz obnovili skauting po mnohadesetiletém zákazu - pazi takové země patří Albánie, Bulharsko, NDR, Maďarsko, Polsko, Rumunsko a státy vzniklé z Československa, Jugoslávie a pobaltské národy nezávislé na bývalém Sovětském svazu. Z nich byly v oblasti obnovy svého skautského hnutí nejúspěšnější Polsko, Česko a Maďarsko, jejich organisace jsou na vysoké úrovni, částečně díky existenci hnutí Scouts-in-Exile během diaspory těchto národů.
| Země                | Členská základna (v roce 2010) | Název národní skautské organisace                                                   | Rok vstupu do WOSM | Rok založení národní organisace | Koedukace   |
| ------------------- | ------------------------------ | ----------------------------------------------------------------------------------- | ------------------ | ------------------------------- | ----------- |
| Belgie              | 96 837                         | Guides and Scouts Movement of Belgium (federace několika organisací)                | 1922               | 1911                            | koedukovaná |
| Bosna a Hercegovina | 1 250                          | Savjet izviđačkih organizacija u Bosni i Hercegovini (federace několika organisací) | 1999               | 1999                            | koedukovaná |
| Bulharsko           | 2 109                          | Organizatsia Na Bulgarskite Skauty                                                  | 1999               | 1911–1913                       | koedukovaná |
| Chorvatsko          | 3 827                          | Savez izviđača Hrvatske                                                             | 1993               | 1915                            | koedukovaná |
| Černá Hora          | 1 100                          | Savez Izviđača Crne Gore                                                            | 2008               | 1956                            | koedukovaná |
| Česko               | 19 196                         | Junák - český skaut                                                                 | 1922/1990/1996     | 1911                            | koedukovaná |
| Dánsko              | 40 813                         | Fællesrådet for Danmarks Drengespejdere (federace několika organisací)              | 1922               | 1909                            | koedukovaná |
| Estonsko            | 1 337                          | Eesti Skautide Ühing                                                                | 1922/1996          | 1911/1989                       | koedukovaná |
| Finsko              | 55 686                         | Suomen Partiolaiset - Finlands Scouter ry                                           | 1922               | 1910                            | koedukovaná |
| Francie             | 76 342                         | Scoutisme Français (federace několika organisací)                                   | 1922               | 1910                            | koedukovaná |
| Irsko               | 37 692                         | Scouting Ireland                                                                    | 1949               | 1908                            | koedukovaná |
| Island              | 1 741                          | Bandalag Íslenskra Skáta                                                            | 1924               | 1912                            | koedukovaná |
| Itálie              | 102 778                        | Federazione Italiana dello Scautismo (federace několika organisací)                 | 1922/1946          | 1912                            | koedukovaná |
| Izrael              | 21 920                         | Hitachdut Hatsofim Ve Hatsofot Be Israel (federace několika organisací)             | 1951               | 1920                            | koedukovaná |
| Kypr                | 5 926                          | Cyprus Scouts Association                                                           | 1961               | 1913                            | koedukovaná |
| Lichtenštejnsko     | 799                            | Pfadfinder und Pfadfinderinnen Liechtensteins                                       | 1933               | 1931                            | koedukovaná |
| Litva               | 2 311                          | Lietuvos Skautija                                                                   | 1997               | 1918                            | koedukovaná |
| Lotyšsko            | 466                            | Latvijas Skautu un Gaidu Centrālā Organizācija                                      | 1993               | 1917                            | koedukovaná |
| Lucembursko         | 5 275                          | Luxembourg Boy Scouts Association (federace několika organisací)                    | 1922               | 1914                            | koedukovaná |
| Maďarsko            | 8 145                          | Magyar Cserkészszövetség                                                            | 1922/1990          | 1912                            | koedukovaná |
| Malta               | 2 936                          | The Scout Association of Malta                                                      | 1966               | 1908                            | koedukovaná |
| Monako              | 61                             | Association des Guides et Scouts de Monaco                                          | 1990               | 1990                            | koedukovaná |
| Nizozemsko          | 53 324                         | Scouting Nederland                                                                  | 1922               | 1910                            | koedukovaná |
| Německo             | 115 944                        | Ring deutscher Pfadfinderverbände (federace několika organisací)                    | 1950               | 1910                            | koedukovaná |
| Norsko              | 17 348                         | Speidernes Fellesorganisasjon (federace několika organisací)                        | 1922               | 1911                            | koedukovaná |
| Polsko              | 61 394                         | Związek Harcerstwa Polskiego                                                        | 1922/1996          | 1918                            | koedukovaná |
| Portugalsko         | 75 359                         | Federação Escotista de Portugal (federace několika organisací)                      | 1922               | 1913                            | koedukovaná |
| Rakousko            | 10 277                         | Pfadfinder und Pfadfinderinnen Österreichs                                          | 1922/1946          | 1912                            | koedukovaná |
| Rumunsko            | 2 278                          | Cercetaşii României                                                                 | 1993               | 1914                            | koedukovaná |
| Řecko               | 18 482                         | Soma Hellinon Proskopon                                                             | 1922               | 1910                            | koedukovaná |
| San Marino          | 152                            | Associazione Guide Esploratori Cattolici Sammarinesi                                | 1990               | 1973                            | koedukovaná |
| Severní Makedonie   | 1 988                          | Sojuz na Izvidnici na Makedonija                                                    | 1997               | 1921                            | koedukovaná |
| Srbsko              | 3 773                          | Savez Izviđača Srbije                                                               | 1995               | 1915                            | koedukovaná |
| Slovensko           | 3 157                          | Slovenský skauting                                                                  | 1922/1990/1997     | 1913                            | koedukovaná |
| Slovinsko           | 5 179                          | Zveza tabornikov Slovenije                                                          | 1994               | 1915                            | koedukovaná |
| Španělsko           | 53 184                         | Federación de Escultismo en España (federace několika organisací)                   | 1922/1978          | 1912                            | koedukovaná |
| Švédsko             | 49 196                         | Svenska Scoutrådet (federace několika organisací)                                   | 1922               | 1911                            | koedukovaná |
| Švýcarsko           | 23 994                         | Swiss Guide and Scout Movement                                                      | 1922               | 1912                            | koedukovaná |
| Turecko             | 33 974                         | Türkiye İzcilik Federasyonu                                                         | 1950               | 1923                            | koedukovaná |
| Velká Británie      | 446 557                        | The Scout Association                                                               | 1922               | 1907                            | koedukovaná |

### Zámořské větve

#### Dánsko
- Faerské ostrovy - Føroya Skótaráð
- Grónsko - Grønlands Spejderkorps

#### Spojené království
- Gibraltar - The Scout Association of Gibraltar

### Bývalí členové
- Albánie - V roce 2014 bylo ukončeno členství Beslidhja Skaut Albania ve WOSM s nadějemi na vytvoření nové národní skautské organisace.[4]

## Evropské země bez skautských organisací
Andorra a Vatikán jsou momentálně jedněmi z pěti zemí světa ve kterých neexistuje skautské hnutí. V Andoře skautské hnutí existovalo do roku 1980.

## Aktivity evropského skautského regionu
Evropský skautský region nabízí řadu aktivit pro sdílení a školení pro své členské organizace, několik z nich je organizováno společně s Evropským regionem WAGGGS. Hlavním cílem těchto aktivit je poskytnout příležitost pro sdílení a výměnu zkušeností a osvědčených postupů, jakož i školení dospělých dobrovolníků a odborníků zapojených do skautingu.
Mezi pravidelně pořádanými akcemi jsou následující:
- Akademie - každoroční událost pro školení a sdílení pro skautské organisace v Evropě
- Symposium - koná se jednou za tři roky v rámci přípravy Evropské skautské konference
- Setkání náčelníků dobrovolníků a starostů - společenské akce pro setkávání lidi, kteří zastávají podobné pozice
- Mezinárodní fórum komisařů - událost pro sdílení a setkávání, která se konala v rámci přípravy Evropské konference skautů a skautek
- Tréninkové setkání komisařů - událost pro setkávání lidi, kteří zastávají podobné pozice
- Fórum výchovných metod - událost pro setkávání a sdílení mezi lidmi zapojenými do programu pro mládež a/nebo kmen dospělých

Evropský skautský region také podporuje neformální sítě členských organizací které poskytují platformu pro dialog a výměnu ve specifických oblastech:
- North-South Network - zakládání a podpora partnerských projektů mezi skautskými organisacemi v Evropě, a zejména v Africe
- Overture Network - sdílení a vytváření sítí skautských organisací působící v oblasti rozmanitosti
- Odysseus Group (Evropská síť vodního skautingu) - sdílení, setkávání a výcvik skautských organisací zabývajících se vodním skautingem (Sea scouting)

### Evropské skautské jamboree
Evropský skautský region WOSM je organizátorem Evropského skautského jamboree (Eurojamu). To se uskutečnilo dvakrát a vždy jako generálka světového skautského jamboree (v roce 1994 a v roce 2005).

### Roverway
Roverway je akcí evropského regionu WOSM a evropského regionu WAGGGS. Jedná se o desetidenní akci otevřenou pro starší skauty ve věku 18 - 24 let. Akce je rozdělena na dvě části - na cestování a na táboření.